# Aldo Bakker

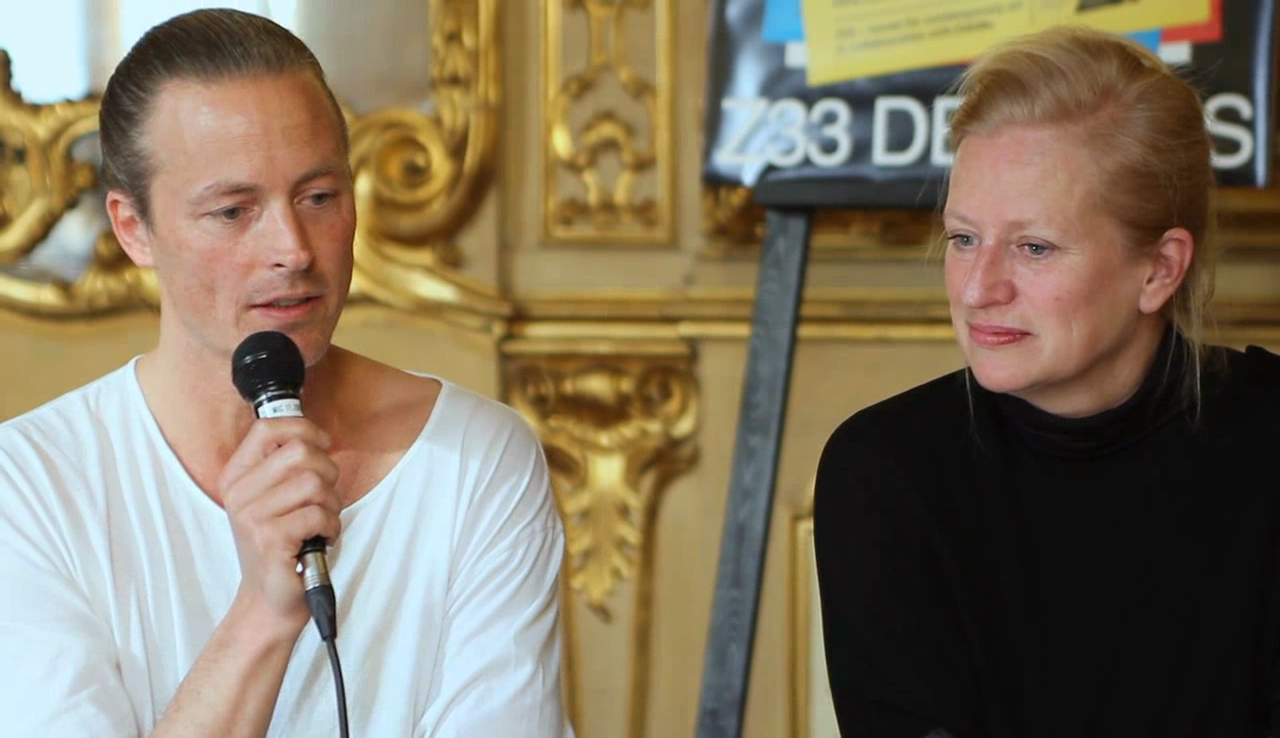
Aldo Bakker (links) en Rianne Makkink

Aldo Bakker (Amersfoort, 1971) is een Nederlandse kunstenaar.

## Leven en werk
Bakker werd in 1971 geboren als zoon van ontwerper Gijs Bakker en sieraadontwerper Emmy van Leersum. Bakker is vernoemd naar ontwerper Aldo van den Nieuwelaar en architect Aldo van Eyck.Onder de ontwerpers en kunstenaars die hij bewondert zijn Giorgio Morandi, David Claerbout, Anton Webern, B.B. Sun, John M. Coetzee, Peter Handke, Enzo Mari, Jonathan Muecke.
Aldo Bakker studeerde aan diverse kunstopleidingen: de Vakschool Schoonhoven, de Gerrit Rietveld Academie, en de Design Academy Eindhoven, maar maakte geen van deze opleidingen af. In plaats daarvan werkte hij in het atelier van zijn vader en later in dat van de Utrechtse edelsmid Willem Noyons.
In 1994 richtte Bakker zijn eigen studio op. De eerste ontwerpen waarmee hij bekendheid kreeg zijn de tafelproducten die hij ontwierp voor het Nederlandse designlabel Thomas Eyck. Dit waren een serie glazen gemaakt van borosilicaatglas (1998) en een serie porseleinen tafelproducten (2005-2008). Zijn glaswerk won in 2008 de eerste prijs op de European Glass Context in Bornholm. Met zijn porseleinen tafelproducten won Aldo Bakker in 2009 een Dutch Design Award. In 2010 won hij nogmaals een Dutch Design Award voor zijn Copper Collection, uitgebracht door Thomas Eyck. In 2011 werden zijn Jug and Cup genomineerd voor een Dutch Design Award. De Jug and Cup is uitgebracht door Particles Gallery. In 2011 kende het tijdschrift Wallpaper hem twee design awards toe: een voor de Copper Collection voor het beste gebruik van materiaal en een voor de Urushi Stool, uit de collectie van Particles Gallery, in de categorie domestic design.
Sinds 2002 geeft Aldo Bakker les aan de Design Academy Eindhoven.

## Werk in openbare collecties (selectie)
- Museum of Modern Art, New York
- Centre Georges Pompidou, Parijs
- MUDAC, Lausanne
- Centre national des arts plastiques, Parijs
- Centre d'innovation et de design, Grand-Hornu
- Museum of Fine Arts, Houston
- Centraal Museum, Utrecht
- Cooper–Hewitt, National Design Museum, New York
- Vitra Design Museum, Weil am Rhein
- Design Museum Gent
- Die neue Sammlung, München
- Museum Boijmans Van Beuningen, Rotterdam
- Museum De Lakenhal, Leiden
- Nederlands Zilvermuseum Schoonhoven
- Stedelijk Museum Amsterdam
- Stedelijk Museum 's-Hertogenbosch
- Victoria and Albert Museum, Londen
- Zuiderzeemuseum, Enkhuizen

- Bibliothèque nationale de France: cb16253766z (data)
- Gemeinsame Normdatei: 139110100
- International Standard Name Identifier: 0000 0001 2213 8973
- Library of Congress Control Number: n2011012630
- Nederlandse Thesaurus van Auteursnamen: 330010050
- RKD-Nederlands Instituut voor Kunstgeschiedenis: 216610
- Système universitaire de documentation: 148060587
- Union List of Artist Names: 500568608
- Virtual International Authority File: 100417464
- WorldCat: E39PBJf48y7hDdfG3j9y9X4THC